# Mesoxantha ethoseoides
Mesoxantha ethoseoides är en fjärilsart som beskrevs av Hans Rebel 1914. Mesoxantha ethoseoides ingår i släktet Mesoxantha och familjen praktfjärilar. Inga underarter finns listade i Catalogue of Life.